# Wanzi Hu
Wanzi Hu (kinesiska: 万子湖) är en sjö i Kina. Den ligger i provinsen Hunan, i den södra delen av landet, omkring 82 kilometer nordväst om provinshuvudstaden Changsha. Trakten runt Wanzi Hu består till största delen av jordbruksmark.
Genomsnittlig årsnederbörd är 1 683 millimeter. Den regnigaste månaden är maj, med i genomsnitt 292 mm nederbörd, och den torraste är december, med 45 mm nederbörd.